# Rémondite-(Ce)
La rémondite-(Ce) è un minerale.

## Etimologia
Il nome è in onore del fisico e geologo francese Guy Remond (1935-  ) e per la sua composizione prevalente in cerio.